# Frais fixes
Les frais fixes (ou frais de structure) sont les dépenses d'une entreprise qui ne dépendent pas de sa production. Toutefois, même si on parle de « frais fixes », il va de soi qu'ils ne sont fixes que sur une période donnée. Souvent, ils évoluent par paliers. Les frais fixes sont souvent opposés aux frais variables qui dépendent directement de la production.
Exemples de frais fixes :
- Publicité institutionnelle (pour l'ensemble de l'entreprise)
- Salaires du siège social
- Location de bureaux administratifs
- Machines et logiciels
- Taux d'intérêt

## Historique
On observe qu'au cours du temps et dans chaque domaine les frais fixes de production ont tendance à augmenter (investissements en hausse) et les variables à descendre (en raison de cet investissement, qui sert à augmenter la productivité. Les frais fixes sont aujourd'hui si élevés dans la mise au point de produits, comme un circuit intégré (Intel ou AMD), un avion civil (Airbus ou militaire (Dassault Rafale), un film ou un logiciel que les investissements nécessités peuvent dépasser un an de chiffre d'affaires des sociétés qui les entreprennent.
Voir un cas bien connu des économistes : Control Data Cyber 72.